# Amb un somriure, la revolució!
Amb un somriure, la revolució! (títol original en francès: Avec un sourire, la revolution!) és una pel·lícula documental de 2019, dirigida per Alexandre Chartrand, que tracta sobre la convocatòria del referèndum sobre la independència de Catalunya de 2017 així com el seu contrapès de l'Operació Anubis. Va ser doblada al català i emesa el 1r d'octubre de 2021 al canal 33 en ocasió del quart aniversari del referèndum.

## Argument
L'equip de rodatge, originari del Quebec, es trasllada a territori català dies abans de l'1 d'octubre de 2017, data prevista del referèndum d'independència de Catalunya amb l'objectiu de percebre l'ambient previ a la jornada electoral entre la gent. No obstant això, la realitat sobrepassà les expectatives amb esdeveniments no previstos, que marcaren significativament la convocatòria, com ara la detenció de membre del govern català en el marc de l'Operació Anubis, el setge al Departament d'Economia i Hisenda de la Generalitat de Catalunya o l'intent d'entrada de la Policia espanyola a la seu nacional de la Candidatura d'Unitat Popular.
El documental dona veu tant a personatges rellevants com a activistes de base de l'independentisme català, aportant així el punt de vista del president de la Generalitat de Catalunya Carles Puigdemont, els diputats Mireia Boya i Lluís Llach, l'exdiputat Quim Arrufat, el president d'Òmnium Cultural Jordi Cuixart i l'actor Sergi López. El mateix director del documentari, Alexandre Chartrand, també exposa la seva visió dels fets amb la intenció d'explicar el Procés independentista català a l'estranger i també fa un repàs a les grans mobilitzacions al llarg de la història de Catalunya.

## Estrena
Al Quebec es projectà al Festival de Cinema del Món de Sherbrooke. El novembre de 2018 es projectà al Festival Internacional de Documentals de Mont-real i el seu director guanyà el premi guardó Magnus-Isacsson, el qual dedicà als presos polítics i exiliats catalans durant la cerimònia de recollida del guardó. Als Països Catalans s'estrenà el 19 de maig de 2019 al Festival Internacional de Cinema Documental de Barcelona (DocsBarcelona). El 17 de setembre de 2021 fou el torn d'estrena de França amb la projecció al cinema Saint-André des Arts de París i un col·loqui posterior amb Carles Puigdemont de participant, així com projeccions en altres localitats com Caors, Tolosa de Llenguadoc o Grenoble. En ocasió del quart aniversari del referèndum, es feu públic el doblatge al català d'aquelles parts enregistrades en francès i l'1 d'octubre de 2021 s'emeté per primera vegada per televisió pública al canal 33.

## Recepció
Segons el portal de cinema francès Allociné, el documental fou ben valorat per la crítica del sector, amb 3 o 4 estrelles sobre 5 depenent del mitjà de comunicació. El diari comunista L'Humanité li atorgà 4 estrelles i el definí com «un documental que ressona com una crida a una insurrecció pacífica i alegre». En canvi, la revista de cinema Les fiches du cinéma el qualificà amb 3 estrelles i assenyalà que «Seguint el referèndum reivindicat pels independentistes catalans i els 25 dies que el van precedir, Alexandre Chartrand qüestiona algunes proves sobre l'Estat i la llibertat dels pobles. Ortigant per a alguns, revigoritzant per a d'altres. És il·lustratiu per a tothom». En el cas de la revista cultural Première també li atorgà 3 estrelles i el descrigué com a «bon cinema directe, que mostra d’una manera concreta, física i tangible, fervor democràtic». Al seu torn, el setmanari de cultura Télérama el classificà amb 3 estrelles i l'assenyalà que «fent surf sobre el moviment sense qüestionar-ne els fonaments, els debats, els silencis, el documental està ple de somriures, però, per manca de problematització, demostra no ser polític». Finalment, el portal À voir à lire li donà 3 estrelles i apuntà que «si podem lamentar el punt de vista únic i orientat cap a una situació que no sembla que vulgui calmar-se, recordarem especialment un gran vessament d’humanitat cap a un poble que ja no vol patir més. Interessant, sens dubte».